# Heide Mattischeck
Heide Mattischeck geb. Trenkelbach (* 26. Mai 1939 in Berlin) ist eine deutsche Politikerin (SPD) und ehemalige Bundestagsabgeordnete.

## Leben
Mattischeck machte nach dem Abitur eine Ausbildung zur Industriekauffrau und arbeitete anschließend noch bis 1966 in diesem Beruf. Im Jahr 1969 trat sie der SPD bei. Von 1972 bis 1985 war sie Geschäftsführerin des SPD-Kreisverbandes Erlangen-Stadt, anschließend bis 1990 Geschäftsführerin des SPD-Unterbezirks Erlangen. Von 1972 bis 1991 war sie zudem noch Stadträtin in Erlangen, von 1988 bis 1990 als Fraktionsvorsitzende. Im Jahr 1990 wurde sie in den Bundestag gewählt, dem sie drei Legislaturperioden bis 2002 angehörte. Dort war sie insbesondere im Bereich der Verkehrspolitik tätig.
Heide Mattischeck hatte daneben eine Reihe von Funktionen in der SPD, so als stellvertretende Vorsitzende des Unterbezirks Erlangen (bis 2007), Schatzmeisterin des Landesverbandes Bayern (1991 bis 2007) und Mitglied der Kontrollkommission der Bundes-SPD (seit 1999).